# Папская академия жизни
Папская академия жизни (лат. Pontificia Academia Pro Vita) — папская академия, задачей которой является всестороннее продвижение католической этики жизни и проведение научных исследований по биоэтике и католическому нравственному богословию.

## Цели и задачи
Академия создана в 1994 году с целью «исследований, информирования и выработке позиций по главным проблемам биомедицины и права в отношении поощрения и защиты жизни, напрямую связанных с христианской моралью и канонами католической церкви».
Академия считается автономным образованием, её деятельность связана с Папским советом по пастырскому попечению о работниках здравоохранения и различными дикастериями Римской курии.
В состав Академии входит семьдесят членов, назначаемых папой, которые представляют различные отрасли биомедицинских наук и тесно связаны с проблемами, касающимися поощрения и защиты жизни. В состав Академии также входят три почётных члена и члены-корреспонденты, которые работают в различных институтах и образовательных организациях Академии.

## Деятельность
Академия несёт ответственность за обоснование и продвижение позиции католической церкви по ряду вопросов медицинской этики, включая деторождение, ЭКО, генную терапию, эвтаназию и аборты.
Одной из задач Академии была подготовка ответа на обвинения католической церкви в сексуальном скандале.
14 февраля 2010 года папа Бенедикт XVI обратился к членам Академии с заявлением о подтверждении их миссии. В своём заявлении он подтвердил отрицательную позицию католической церкви в отношении законодательства по проблемам биомедицины и биоэтики, которое принимается без учёта моральных аспектов.

## Президенты Академии
- Жером Лежён (1994);
- Хуан де Диос Виал Корреа (1994—2004);
- Элио Сгречча (3 января 2005 — 17 июня 2008 года);
- Сальваторе Физикелла (17 июня 2008 — 30 июня 2010);
- Игнасио Карраско де Паула (30 июня 2010 — 16 августа 2016);
- Винченцо Палья (16 августа 2016 — 27 мая 2025, в отставке);
- Ренцо Пегораро (27 мая 2025 — по настоящее время).